# Saxon (jármű)
A Saxon a Brit Szárazföldi Erők páncélozott szállító járműve, változatait kis számban külföldön is alkalmazzák. A fejlesztéseket a GKN Sankey végezte, majd a kezdeti projekt, az AT 100 IS és a AT104-es, és a jogok átkerültek a Futer Rapid Effect System-hez.

## Alkalmazása
Elsőként Németországban került alkalmazásra 1983-ban, ahol a gépesített gyalogságot látták el vele. jelenleg a 3. UK gépesített gyalogsági hadosztálynál  áll szolgálatban.
Az elmúlt években a volt Jugoszlávia területén állt hadrendben, ahol "akna-biztos teherautóként" rendkívül sikeresen alkalmazták.

## Változatai
A Saxon felszerelhető, mint:
- AT105A – mentőszolgálati jármű;
- AT105E – páncélozott toronnyal, egy vagy két géppuskával;
- AT105MR – 81 mm-es aknavetővel;
- AT105C – parancsnoki jármű.

A francia változat MILAN irányított páncéltörő rakétával van felszerelve páncélvadász szerepkörre.

## Alkalmazók
- Bahrein hadereje – 10
- Brunei hadereje – 24
- Hongkong-i rendőri erők
- Kuvait hadereje
- Malajzia hadereje – 40
- Nigéria hadereje
- Omán hadereje – 15
- – Csendőrség
- Egyesült Királyság hadereje – 640, 2003 év végéig